# Germaine Coulpied-Sevestre
Pour les articles homonymes, voir Sevestre.
Germaine Coulpied-Sevestre, née Germaine Henriette Marie Sevestre à Paris (10e arrondissement) le 9 septembre 1897, et morte à Sauxillanges (Puy-de-Dôme) le 21 août 1985, est une pianiste, professeure et compositrice française. Elle a principalement composé des pièces musicales pour le piano destinées aux enfants.

## Biographie
Germaine Sevestre naît en 1897 à Paris dans le 10e arrondissement. Son père était comptable et sa mère professeure de musique. Elle obtient son brevet d'institutrice en 1912 à l'Académie de Paris. En novembre 1918, elle est admise au Conservatoire de Paris, alors Conservatoire de Musique et de Déclamation, dans la classe d'harmonie d'Auguste Chapuis. À ce titre, elle doit suivre également les cours d'histoire de la musique dispensés au Conservatoire par Maurice Emmanuel. Elle se marie en novembre 1919.
Professeure de piano et de chant, pédagogue, compositrice, elle collabore à des ouvrages pédagogiques à partir de 1933. Elle adhère à la SACEM en 1940 et publie dès lors, durant toute sa vie, de nombreuses œuvres pour le piano à 2 et 4 mains destinées aux enfants. Elle a également publié sa propre méthode d'apprentissage du piano (Mon Clavier, 1960) et a aussi été éditrice musicale. Son œuvre (plus de 200 compositions parues en 19 recueils sous le nom de G. Coulpied-Sevestre) est disponible aux Editions Henry Lemoine, Philippo, Combre, Max Eschig et H. Hérelle.
Elle a entre autres travaillé avec Eva Duménil-Boutarel, Pauline Barbé, Christian Manen, Denis Weber, Barbara Kirkby-Mason, Sylvie Spickett, Naohiko Kaï, Alec Rowley, Alberto Ponce, Ch. Espéron-Lamy.
Elle meurt en 1985 à l'âge de 87 ans.

## Œuvres publiées

### Compositions pour piano 2 et 4 mains
- La Ferme de l'Oncle Pierre : 6 petites pièces pour piano 4 mains, Editions Max Eschig, 1939
- Je donne un récital : trois pièces enfantines à grand effet, Editions H. Herelle, 1943
  - 1re série : Les Cloches – Rêverie – Danse orientale
  - 2e série : Cabrioles – À la chapelle – Rhapsodie
- Pour mes petits amis : courts préludes à 2 et à 4 mains, Editions L. Philippo :
  - 1er livre (1950)
  - Livre 1 Bis – « Silence, je vais jouer… » (1955)
  - 2e livre – 24 petites pièces en forme d’Études pour le piano (1955)
- Film de court-métrage, Editions L. Philippo, 1954 ;
- Eh bien, dansez maintenant, Editions L. Philippo, 1957 ;
- Études attrayantes, Editions L. Philippo, 1960 ;
- Vous allez entendre, Editions L. Philippo, 1960 ;
- Voyage à travers quelques difficultés pianistiques, Editions M. Combre, 1963 ;
- Histoires sans paroles, Editions L. Philippo et M. Combre, 1968 ;
- Evocations, Editions L. Philippo et M. Combre, 1968 ;
- Fables, d'après Jean de La Fontaine, Editions L. Philippo et M. Combre, 1975 ;
- Divertissements, Editions Henry Lemoine, 1979 ;
- Sur le piano : sept pièces faciles, Editions Henry Lemoine, 1980 ;
- La rivière de mon village, Editions M. Combre, 1980.

### Autres pièces publiées en recueils (contributions communes)
- Pour nous divertir, avec Jean Absil, Henry Barraud, Alexandre Gretchaninov, Dmitri Kabalevski, Charles Koechlin, Pierre Lantier, André Lepitre, Simone Plé-Caussade, Henriette Puig-Roget, Alice Sauvrezis, Suzanne Sohet, Joseph Strimer et Henri Tomasi, Editions Henry Lemoine, 1971.
- La Musique, l'interprétation et l'art du geste, édité par Ginette Martenot, Editions Henry Lemoine, 1978.
- Miroir de l'enfance, avec Jean Absil, Ferdinand Barlow, Suzanne Sohet, Alexandre Gretchaninov, Pierre Lantier, Jean-Jacques Werner, Henriette Puig-Roget, Alec Rowley, Simone Plé-Caussade, Tito Aprea (it) et Gérard Meunier, Editions Henry Lemoine, 1981.
- "La neige tombe", "Le jardin endormi sous la neige", in Musique des jours heureux, Editions Henry Lemoine, 1981.
- "Sonnerie de trompette", "Chasse", in Musique en liberté, Editions Henry Lemoine, 1981.

### Ouvrages pédagogiques
- Mon clavier/My keyboard : méthode d'enseignement moderne du piano, préface par Mme Eva Duménil-Boutarel, Editions Combre-Philippo, 1960 ;
- La connaissance du clavier par la transposition, Ch. Espéron-Lamy, en collaboration avec Germaine Coulpied-Sevestre, 1933, Editions Henry Lemoine (réédité en 1947, Editions H. Herelle) ;
- Enseignement oral par l'analyse à l'usage des enfants, 1er cahier : signes élémentaires (cours de solfège), Ch. Espéron-Lamy, en collaboration avec Germaine Coulpied-Sevestre, Editions Henry Lemoine, 1933 ;
- Enseignement oral par l'analyse à l'usage des enfants, 3e cahier : le mode majeur (cours de solfège), Ch. Espéron-Lamy, en collaboration avec Germaine Coulpied-Sevestre, Editions Henry Lemoine, 1934 ;
- Enseignement oral par l'analyse à l'usage des enfants, 4e cahier : le mode mineur (cours de solfège), Ch. Espéron-Lamy, en collaboration avec Germaine Coulpied-Sevestre, Editions Henry Lemoine, 1934.